# Pałac Wilhelma
Pałac Wilhelma – jeden z dwóch pałaców wchodzących w skład zespołu pałacowego w Sosnowcu – Środuli, obok Pałacu Schöna.

## Opis
Został wzniesiony w 1900 roku według projektu Józefa Pomian-Pomianowskiego. Konstrukcja w stylu neobarokowym była wzniesiona głównie jako pałac gościnny. Elewacja zachodnia pałacu, ogrodowa, wyposażona jest w ganek z dachem wspartym na dwóch jońskich kolumnach. Wejście główne pałacu, które stanowi wysunięty przedsionek, znajduje się po stronie wschodniej. Bryła pałacu zwieńczona jest łamanym, przyciągającym wzrok, dachem.
23 czerwca 2010 roku, w godzinach popołudniowych, wybuchł duży pożar, który spowodował znaczne zniszczenia w pałacu. M.in. doszczętnie spłonął dach budynku.
Od 2009 roku właścicielem pałacu jest Przemysław Jędrzejczyk, prezes firmy budowlanej ZRB Jędrzejczyk, który planuje odnowić pałac i umieścić w nim hotel, restauracje i dwie sale bankietowe. Oprócz tego obok ma zostać wybudowany nowoczesny budynek hotelowy. W 2012 roku ukończono budowę nowego dachu.

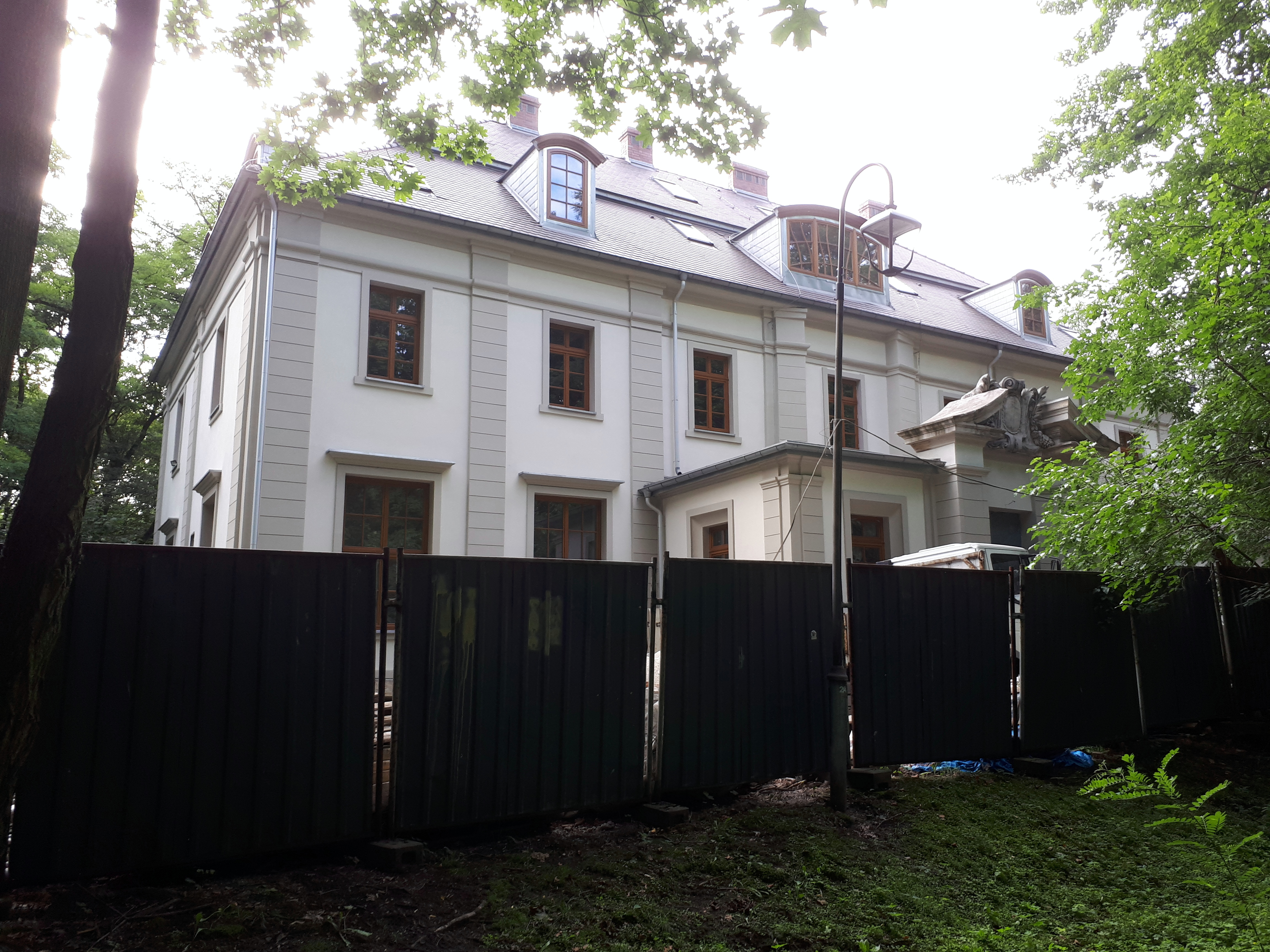
Pałac w 2019 r. podczas remontu